# Karine Ruby
Karine Martine Ruby (ur. 4 stycznia 1978 w Bonneville, zm. 29 maja 2009 na Mont Blanc) – francuska snowboardzistka, mistrzyni olimpijska i świata, zwyciężczyni Pucharu Świata. Jedna z najbardziej utytułowanych snowboardzistek w historii.

## Kariera
W zawodach Pucharu Świata zadebiutowała 24 listopada 1994 roku w Zell am See, wygrywając rywalizację w slalomie równoległym (PSL). Tym samym już w swoim debiucie nie tylko wywalczyła pierwsze pucharowe punkty, ale od razu zwyciężyła. W zawodach tych wyprzedziła Marcellę Boermę z Holandii i Niemkę Amalie Kulawik. Łącznie 122 razy stawała na podium zawodów PŚ, odnosząc przy tym 67 zwycięstw: 14 w snowcrossie, 20 w slalomie równoległym, 4 gigancie równoległym (PGS), 5 w slalomie, 23 w gigancie i 1 w supergigancie. Wyniki te dają jej pierwsze miejsce w klasyfikacji wszech czasów, zarówno pod względem zwycięstw jak i miejsc na podium. Ostatnie zwycięstw w zawodach PŚ odniosła 17 stycznia 2004 roku w Arosie, a ostatni raz na podium zawodów tego cyklu stanęła 14 stycznia 2006 roku w Kronplatz, zajmując drugie miejsce w snowcrossie. Najlepsze wyniki osiągała w sezonach 1995/1996, 1996/1997, 1997/1998, 2000/2001, 2001/2002 oraz 2002/2003, kiedy zdobywała Kryształową Kulę za zwycięstwa w klasyfikacji generalnej. Wynik ten jest najlepszym w historii, zarówno wśród kobiet jak i mężczyzn. Trzynastokrotnie zdobywała Małą Kryształową Kulę: pięć razy w gigancie, cztery w snowcrossie, trzy w slalomie oraz raz w slalomie równoległym. Ponadto wielokrotnie plasowała się w czołowej trójce klasyfikacji poszczególnych konkurencji.
Pierwszy medal wywalczyła w 1996 roku, zwyciężając w gigancie na mistrzostwach świata w Lienzu. Wyprzedziła tam Austriaczkę Manuelę Riegler i Sondrę van Ert z USA. Na rozgrywanych rok później mistrzostwach świata w San Candido była najlepsza w snowcrossie, a w gigancie i slalomie równoległym zdobywała srebrne medale. Z mistrzostw świata w Berchtesgaden w 1999 roku wróciła bez medalu, zajmując między innymi czwarte miejsce w PGS i PSL. Walkę o podium przegrywała tam odpowiednio z Åsą Windahl ze Szwecji i Niemką Sandrą Farmand. Największe sukcesy osiągnęła podczas mistrzostw świata w Madonna di Campiglio w 2001 roku, gdzie najlepsza była aż w trzech konkurencjach: gigancie, snowcrossie i slalomie równoległym. Następnie, na mistrzostwach świata w Kreischbergu, zdobyła złoto w snowcrossie i srebro w slalomie równoległym, w którym przegrała tylko ze swą rodaczką, Isabelle Blanc. Wystąpiła też na mistrzostwach świata w Whistler w 2005 roku, gdzie w swoim jedynym starcie zajęła drugie miejsce w snowcrossie. Rozdzieliła tam na podium Lindsey Jacobellis z USA i Kanadyjkę Maëlle Ricker. Wyniki te czynią ją rekordzistką pod względem zdobytych medali mistrzostw świata (łącznie 10) oraz wywalczonych tytułów mistrzowskich.
W 1998 roku wystartowała na igrzyskach olimpijskich w Nagano, gdzie zwyciężyła w gigancie. W zawodach tych wyprzedziła Niemkę Heidi Renoth i Brigitte Köck z Austrii. Była to pierwsza w historii konkurencja olimpijska rozegrana w snowboardzie kobiet, Roby została tym samym pierwszą mistrzynią olimpijską w snowboardzie. Na rozgrywanych cztery lata później igrzyskach w Salt Lake City nie rozgrywano już giganta, Francuzka wystąpiła za to w gigancie równoległym. Zdobyła tam srebrny medal, plasując się między Isabelle Blanc i Włoszką Lidią Trettel. Brała też udział w igrzyskach olimpijskich w Turynie w 2006 roku, ponownie zmieniając konkurencję. Wystartowała tam w snowcrossie, odpadła jednak już w ćwierćfinałach.
29 maja 2009 zginęła w czasie wspinaczki na Mont Blanc. Podczas przeprawy przez lodowiec Francuzka wpadła do szczeliny, ponosząc śmierć na miejscu.

## Osiągnięcia

### Igrzyska olimpijskie
| Miejsce | Dzień     | Rok  | Miejscowość    | Konkurencja       | Zwyciężczyni   |
| ------- | --------- | ---- | -------------- | ----------------- | -------------- |
| 1.      | 9 lutego  | 1998 | Nagano         | Gigant            | -              |
| 2.      | 15 lutego | 2002 | Salt Lake City | Slalom równoległy | Isabelle Blanc |
| 16.     | 17 lutego | 2006 | Turyn          | Gigant            | Tanja Frieden  |

### Mistrzostwa świata
| Miejsce | Dzień       | Rok  | Miejscowość          | Konkurencja       | Zwyciężczyni                |
| ------- | ----------- | ---- | -------------------- | ----------------- | --------------------------- |
| 1.      | 26 stycznia | 1996 | Lienz                | Gigant            | -                           |
| 9.      | 28 stycznia | 1996 | Lienz                | Slalom równoległy | Marion Posch                |
| 2.      | 21 stycznia | 1997 | San Candido          | Gigant            | Sondra van Ert              |
| 4.      | 23 stycznia | 1997 | San Candido          | Slalom            | Heidi Renoth                |
| 2.      | 25 stycznia | 1997 | San Candido          | Slalom równoległy | Dagmar Mair unter der Eggen |
| 1.      | 26 stycznia | 1997 | San Candido          | Snowcross         | -                           |
| 18.     | 12 stycznia | 1999 | Berchtesgaden        | Gigant            | Margherita Parini           |
| 4.      | 14 stycznia | 1999 | Berchtesgaden        | Gigant równoległy | Isabelle Blanc              |
| 4.      | 15 stycznia | 1999 | Berchtesgaden        | Slalom równoległy | Marion Posch                |
| 1.      | 23 stycznia | 2001 | Madonna di Campiglio | Gigant            | -                           |
| 5.      | 24 stycznia | 2001 | Madonna di Campiglio | Gigant równoległy | Ursula Bruhin               |
| 1.      | 26 stycznia | 2001 | Madonna di Campiglio | Slalom równoległy | -                           |
| 1.      | 28 stycznia | 2001 | Madonna di Campiglio | Snowcross         | -                           |
| 5.      | 13 stycznia | 2003 | Kreischberg          | Gigant równoległy | Ursula Bruhin               |
| 2.      | 15 stycznia | 2003 | Kreischberg          | Slalom równoległy | Isabelle Blanc              |
| 1.      | 19 stycznia | 2003 | Kreischberg          | Snowcross         | -                           |
| 2.      | 16 stycznia | 2005 | Whistler             | Snowcross         | Lindsey Jacobellis          |

### Puchar Świata

#### Miejsca w klasyfikacji generalnej
- sezon 1994/1995: -
- sezon 1995/1996: 1.
- sezon 1996/1997: 1.
- sezon 1997/1998: 1.
- sezon 1998/1999: 2.
- sezon 1999/2000: 4.
- sezon 2000/2001: 1.
- sezon 2001/2002: 1.
- sezon 2002/2003: 1.
- sezon 2003/2004: -
- sezon 2004/2005: -
- sezon 2005/2006: 19.

#### Miejsca na podium
1. Zell am See – 24 listopada 1994 (slalom równoległy) – 1. miejsce
2. Pitztal – 5 grudnia 1994 (gigant) – 1. miejsce
3. Altenmarkt – 1 stycznia 1995 (gigant) – 1. miejsce
4. Altenmarkt – 2 stycznia 1995 (slalom) – 1. miejsce
5. Altenmarkt – 3 stycznia 1995 (slalom równoległy) – 1. miejsce
6. Bardonecchia – 10 stycznia 1995 (gigant) – 1. miejsce
7. Les Deux Alpes – 13 stycznia 1995 (gigant) – 1. miejsce
8. Bardonecchia – 19 stycznia 1995 (slalom) – 1. miejsce
9. San Candido – 21 stycznia 1995 (slalom równoległy) – 2. miejsce
10. Bad Hindelang – 29 stycznia 1995 (gigant) – 1. miejsce
11. Mount Bachelor – 8 lutego 1995 (gigant) – 2. miejsce
12. Mount Bachelor – 9 lutego 1995 (slalom) – 1. miejsce
13. Breckenridge – 14 lutego 1995 (gigant) – 1. miejsce
14. Calgary – 23 lutego 1995 (gigant) – 1. miejsce
15. Calgary – 24 lutego 1995 (slalom) – 2. miejsce
16. Zell am See – 21 listopada 1995 (gigant) – 1. miejsce
17. Kanbayashi – 22 stycznia 1995 (slalom) – 3. miejsce
18. Sestriere – 8 grudnia 1995 (slalom równoległy) – 2. miejsce
19. San Candido – 20 stycznia 1996 (slalom) – 2. miejsce
20. La Bresse – 12 stycznia 1996 (gigant) – 1. miejsce
21. La Bresse – 13 stycznia 1996 (slalom równoległy) – 1. miejsce
22. San Candido – 21 stycznia 1996 (slalom równoległy) – 1. miejsce
23. Kanbayashi – 10 lutego 1996 (gigant) – 3. miejsce
24. Kanbayashi – 11 lutego 1996 (slalom) – 3. miejsce
25. Yomase – 16 lutego 1996 (gigant) – 3. miejsce
26. Calgary – 24 lutego 1996 (slalom równoległy) – 1. miejsce
27. Sun Peaks – 2 marca 1996 (slalom równoległy) – 3. miejsce
28. Boreal Ridge – 9 marca 1996 (slalom) – 1. miejsce
29. Alpine Meadows – 10 marca 1996 (gigant) – 2. miejsce
30. Mount Bachelor – 14 marca 1996 (gigant) – 1. miejsce
31. Mount Bachelor – 15 marca 1996 (slalom) – 1. miejsce
32. Zell am See – 23 listopada 1996 (snowcross) – 2. miejsce
33. Tignes – 28 listopada 1996 (slalom równoległy) – 1. miejsce
34. Tignes – 29 listopada 1996 (gigant) – 2. miejsce
35. Whistler – 12 grudnia 1996 (supergigant) – 1. miejsce
36. Whistler – 13 grudnia 1996 (gigant) – 1. miejsce
37. Sun Peaks – 17 grudnia 1996 (snowcross) – 2. miejsce
38. Kreischberg – 17 stycznia 1997 (snowcross) – 2. miejsce
39. Lenggries – 11 stycznia 1997 (gigant) – 3. miejsce
40. Mont-Sainte-Anne – 31 stycznia 1997 (slalom) – 3. miejsce
41. Mount Bachelor – 7 lutego 1997 (gigant) – 3. miejsce
42. Mount Bachelor – 9 lutego 1997 (snowcross) – 1. miejsce
43. Yakebitaiyama – 14 lutego 1997 (gigant) – 1. miejsce
44. Yakebitaiyama – 15 lutego 1997 (gigant) – 2. miejsce
45. Morioka – 19 lutego 1997 (snowcross) – 3. miejsce
46. Morioka – 20 lutego 1997 (slalom równoległy) – 1. miejsce
47. Olang – 28 lutego 1997 (gigant) – 1. miejsce
48. Olang – 1 marca 1997 (slalom) – 2. miejsce
49. Grächen – 6 marca 1997 (slalom) – 2. miejsce
50. Bardonecchia – 9 marca 1997 (slalom równoległy) – 1. miejsce
51. Morzine – 15 marca 1997 (slalom równoległy) – 1. miejsce
52. Tignes – 13 listopada 1997 (gigant) – 1. miejsce
53. Zell am See – 22 listopada 1997 (gigant) – 1. miejsce
54. Sölden – 29 listopada 1997 (gigant) – 1. miejsce
55. Sestriere – 5 grudnia 1997 (slalom równoległy) – 2. miejsce
56. Sestriere – 7 grudnia 1997 (gigant) – 1. miejsce
57. Whistler – 11 grudnia 1997 (supergigant) – 3. miejsce
58. Whistler – 12 grudnia 1997 (gigant) – 1. miejsce
59. Grächen – 9 stycznia 1998 (gigant) – 1. miejsce
60. Grächen – 10 stycznia 1998 (slalom równoległy) – 1. miejsce
61. Lienz – 13 stycznia 1998 (gigant) – 1. miejsce
62. Lienz – 14 stycznia 1998 (slalom równoległy) – 1. miejsce
63. Les Gets – 6 marca 1998 (gigant równoległy) – 1. miejsce
64. Les Gets – 7 marca 1998 (slalom równoległy) – 1. miejsce
65. Tandådalen – 11 marca 1998 (gigant) – 2. miejsce
66. Zell am See – 14 listopada 1998 (gigant) – 2. miejsce
67. Tandådalen – 20 listopada 1998 (gigant równoległy) – 2. miejsce
68. Sestriere – 28 listopada 1998 (slalom równoległy) – 1. miejsce
69. Sestriere – 29 listopada 1998 (gigant) – 2. miejsce
70. Ischgl – 4 grudnia 1998 (slalom równoległy) – 1. miejsce
71. Mount Bachelor – 15 grudnia 1998 (supergigant) – 2. miejsce
72. Morzine – 5 stycznia 1999 (slalom równoległy) – 2. miejsce
73. Madonna di Campiglio – 25 stycznia 1999 (gigant) – 1. miejsce
74. Park City – 5 lutego 1999 (slalom równoległy) – 3. miejsce
75. Park City – 7 lutego 1999 (gigant) – 2. miejsce
76. Asahikawa – 13 lutego 1999 (slalom równoległy) – 2. miejsce
77. Naeba – 19 lutego 1999 (gigant równoległy) – 3. miejsce
78. Olang – 12 marca 1999 (slalom równoległy) – 3. miejsce
79. Tignes – 27 listopada 1999 (gigant) – 3. miejsce
80. Mont-Sainte-Anne – 18 grudnia 1999 (gigant) – 3. miejsce
81. Berchtesgaden – 16 stycznia 2000 (slalom równoległy) – 2. miejsce
82. Gstaad – 19 stycznia 2000 (gigant) – 2. miejsce
83. Ischgl – 4 lutego 2000 (slalom równoległy) – 3. miejsce
84. Sapporo – 20 lutego 2000 (snowcross) – 1. miejsce
85. Livigno – 16 marca 2000 (slalom równoległy) – 1. miejsce
86. Livigno – 17 marca 2000 (snowcross) – 1. miejsce
87. Livigno – 18 marca 2000 (gigant) – 3. miejsce
88. Tignes – 17 listopada 2000 (snowcross) – 1. miejsce
89. Ischgl – 1 grudnia 2000 (slalom równoległy) – 1. miejsce
90. Ischgl – 2 grudnia 2000 (gigant równoległy) – 3. miejsce
91. Ischgl – 3 grudnia 2000 (gigant równoległy) – 1. miejsce
92. Whistler – 11 grudnia 2000 (gigant) – 1. miejsce
93. Mont-Sainte-Anne – 16 grudnia 2000 (gigant) – 1. miejsce
94. Kreischberg – 5 stycznia 2001 (snowcross) – 3. miejsce
95. Kreischberg – 6 stycznia 2001 (snowcross) – 1. miejsce
96. Gstaad – 10 stycznia 2001 (slalom równoległy) – 1. miejsce
97. Morzine – 13 stycznia 2001 (snowcross) – 1. miejsce
98. Morzine – 14 stycznia 2001 (snowcross) – 1. miejsce
99. Monachium – 3 lutego 2001 (slalom równoległy) – 2. miejsce
100. Park City – 4 marca 2001 (gigant równoległy) – 2. miejsce
101. Tignes – 18 listopada 2001 (gigant równoległy) – 3. miejsce
102. Ischgl – 30 listopada 2001 (slalom równoległy) – 1. miejsce
103. Ischgl – 2 grudnia 2001 (gigant równoległy) – 1. miejsce
104. Valle Nevado – 6 września 2001 (snowcross) – 1. miejsce
105. Valle Nevado – 9 września 2001 (slalom równoległy) – 1. miejsce
106. Whistler – 10 grudnia 2001 (gigant równoległy) – 1. miejsce
107. Mont-Sainte-Anne – 15 grudnia 2001 (slalom równoległy) – 1. miejsce
108. Arosa – 8 stycznia 2002 (gigant równoległy) – 3. miejsce
109. L’Alpe d’Huez – 11 stycznia 2002 (gigant równoległy) – 2. miejsce
110. Bad Gastein – 29 stycznia 2002 (slalom równoległy) – 2. miejsce
111. Ruka – 14 marca 2002 (slalom równoległy) – 3. miejsce
112. Tandådalen – 21 marca 2002 (slalom równoległy) – 2. miejsce
113. Tandådalen – 23 marca 2002 (snowcross) – 3. miejsce
114. Berchtesgaden – 26 stycznia 2003 (snowcross) – 1. miejsce
115. San Candido – 29 stycznia 2003 (snowcross) – 1. miejsce
116. Bad Gastein – 4 lutego 2003 (snowcross) – 1. miejsce
117. Arosa – 16 marca 2003 (snowcross) – 3. miejsce
118. Whistler – 11 grudnia 2003 (snowcross) – 1. miejsce
119. Arosa – 16 stycznia 2004 (snowcross) – 1. miejsce
120. Arosa – 17 stycznia 2004 (snowcross) – 1. miejsce
121. Whistler – 8 grudnia 2005 (snowcross) – 2. miejsce
122. Kronplatz – 14 stycznia 2006 (snowcross) – 2. miejsce

- w sumie 67 pierwszych miejsc, 31 drugich oraz 24 trzecie miejsca.